# Chilothorax clathratus
Chilothorax clathratus är en skalbaggsart som beskrevs av Edmund Reitter 1892. Chilothorax clathratus ingår i släktet Chilothorax och familjen Aphodiidae. Inga underarter finns listade i Catalogue of Life.